# 卜萬科
卜万科（1910年3月—1969年），安徽省梅山镇洪冲简家冲人。中国人民解放军少将。
卜万科在1930年加入中国工农红军後，歷任红二十五军第73师战士、班长，红三十一军第93师279团排长、副连长、连长、营长，第91师271团副团长，红四军第12师参谋长、34团团长。在鄂豫皖革命根据地參預了历次反围剿战役，並创立川陕革命根据地反三路围攻、反六路围攻和红四方面军长征。
抗日战争时期，卜萬科以八路军129师385旅770团营长和副团长、豫西第4支队10团团长、河南军区独立第3旅副旅长等身份，在神头岭战斗、响百铺战斗、香城固战斗和百团大战中參與作戰任務。第二次国共内战期间，復以中原军区第2纵队第3旅副旅长、豫皖苏军区汝南军区分副司令员等職位，在中原突围和淮海战役中參與戰鬥。1949年中华人民共和国成立，卜萬科出任河南军区信阳军分区司令员。1955年被授予少将军衔，並获頒二级八一勋章、二级独立自由勋章、二级解放勋章等榮譽。